# Béatrice Altariba
Béatrice Altariba (Marsiglia, 18 giugno 1939) è un'attrice e modella francese.

## Biografia
È nipote del poeta simbolista Paul Fort e del pittore Émile Bernard. Ha iniziato la sua carriera giovanissima nel teatro di rivista e nei musical, dopodiché ha esordito nel cinema ad appena 17 anni, nel 1956. Ha recitato soprattutto nel cinema francese ed italiano. Si è ritirata alla fine degli anni '60.

## Filmografia parziale
- Creature del male (L'homme et l'enfant), regia di Raoul André (1956)
- Club di ragazze (Club de femmes), regia di Ralph Habib (1956)
- Quando l'odio brucia (Les Violents), regia di Henri Calef (1957)
- L'uomo a tre ruote (Le Triporteur), regia di Jacques Pinoteau (1957)
- I miserabili (Les Misérables), regia di Jean-Paul Le Chanois (1958)
- Fatti bella e taci (Sois belle et tais-toi), regia di Marc Allégret (1958)
- Occhi senza volto (Les Yeux sans visage), regia di Georges Franju (1960)
- Gli sbafatori (Les Pique-assiette), regia di Jean Girault (1960)
- Il pozzo delle tre verità (Le puits aux trois vérités), regia di François Villiers (1961)
- Quello che spara per primo (Un Nommé La Rocca), regia di Jean Becker (1961)
- A porte chiuse, regia di Dino Risi (1961)
- La voglia matta, regia di Luciano Salce (1962)
- Totò diabolicus, regia di Steno (1962)
- Le sette spade del vendicatore, regia di Riccardo Freda (1962)
- La banda Casaroli, regia di Florestano Vancini (1962)
- I quattro moschettieri, regia di Carlo Ludovico Bragaglia (1963)
- I diavoli del Grand Prix (The Young Racers), regia di Roger Corman (1963)
- Su e giù, regia di Mino Guerrini (1965)
- Agente 3S3 - Passaporto per l'inferno, regia di Sergio Sollima (1965)
- Caroline chérie, regia di Denys de La Patellière (1968)
- La prigioniera (La Prisonnière), regia di Henri-Georges Clouzot (1968)
- Cimitero senza croci (Une Corde, un Colt...), regia di Robert Hossein (1969)

## Doppiatrici italiane
- Maria Pia Di Meo ne I miserabili, Le sette spade del vendicatore
- Dhia Cristiani ne La voglia matta
- Vittoria Febbi in Totò diabolicus
- Rita Savagnone ne I quattro moschettieri